# Хогбены

Обложка книги Хогбены и все-все-все

Хо́гбены — фантастические литературные персонажи, созданные американскими писателями-фантастами Генри Каттнером и его женой Кэтрин Мур.
Рассказы, посвященные мутантам Хогбенам, по праву считаются классикой юмористической фантастики, их можно отнести к философско-сатирической фантастике.
В произведениях, написанных от имени среднего сына Хогбенов — простоватого Сонка, высмеивается американская жизнь и обыватели Среднего Запада 1940-х годов.
Действие происходит в штате Кентукки, в сельской американской глубинке.

## Персонажи
Мутанты Хогбены у Каттнера — выходцы из погибшей Атлантиды.
- Сонк Хогбен, средний сын семейства, сбился со счета своего возраста ещё при лорде-протекторе Оливере Кромвеле, хотя выглядит на восемнадцать, умеет летать, становиться невидимым, моментально путешествовать в пространстве, раздваиваться, трансмутировать элементы и создавать сложнейшие технические устройства на интуитивном уровне без малейшего знания законов физики.
- Малыш Крошка Сэм, младшенький сын Хогбенов, двухголовый младенец, возраст — около четырёхсот лет, вес — около ста тридцати килограммов (восемь пудов), живёт в цистерне, орет ультразвуком и может предсказывать будущее. Питается электричеством.
- Папуля, отец семейства, невидимый алкоголик, обладает способностью телепортировать маисовую водку из любой ёмкости себе прямо в кровь и превращать спирт в глюкозу (и наоборот). Находится в состоянии перманентного опьянения. Родился до Юлия Цезаря.
- Мамуля, добропорядочная здравомыслящая домохозяйка. Как и Сонк, мастерит сложные устройства на интуитивном уровне. Умеет становиться невидимой. «Умеет испускать направленный пучок инфразвуковых волн» для воздействия на назойливых приставал.
- Дедуля, мозг семьи, все время спит, с семейством общается телепатически. Родился после потопа в Атлантиде. Ограбил Юлия Цезаря в Галлии. Дружил с Роджером Бэконом. Питается электричеством. Заглядывает в будущее. Обычные люди, увидев его, умирают.
- Дядя Лес (Лестер), оболтус, любит летать, имеет 2 сердца в грудной клетке (одно золотое) и есть косвенное упоминание о способности невидимости.
- Дядя Лем (Лемюэль), из Южного Кентукки, имеет 3 ноги (третью (центральную) маскирует под горб подворачивая назад), впадает в спячку на год, ленив до полной неспособности самостоятельно готовить еду — проголодавшись, он гипнотизирует енотов, и те сами собирают хворост и себя жарят.
- Прохвессор Томас Гэлбрейт из Нью-Йорка, живёт у Хогбенов в маленькой бутылочке, потому что грозился их исследовать по полной науке.

## Произведения цикла Хогбены (англ.Hogben)
- Военные игры (англ. The Old Army Game), (1941)
- Прохвессор накрылся (в другом переводе — «Профессором меньше», англ. Exit the Professor), (1947)
- Котёл с неприятностями (англ. Pile of Trouble), (1948), в русском переводе также «Сплошные неприятности»[3].
- До скорого! (англ. See You Later), (1949)
- Пчхи-хологическая война (англ. Cold War), (1949)